# Ізабелла Баварська (королева Франції)
Ізабелла Баварська або Ізабо (1371, Мюнхен — 24 вересня 1435, Париж) — королева-консорт Франції, дружина Карла VI, з 1403 року періодично керувала країною.
Після того як у Карла VI почалися напади божевілля, влада фактично перейшла до королеви, яка не могла проводити тверду політичну лінію і кидалася від одного придворного угруповання до іншого. Ізабелла була вкрай непопулярна в народі, особливо через своє марнотратство. У 1420 році вона підписала в Труа договір з англійцями, визнавши спадкоємцем французької корони англійського короля Генріха V через шлюб Генріха з Катериною (молодшою дочкою Ізабелли). У художній літературі має стійку репутацію розпусниці, хоча сучасні дослідники вважають, що багато в чому така репутація могла бути результатом пропаганди.

## Біографія

### Дитинство
Найімовірніше, народилася в Мюнхені, де була хрещена в церкві Богоматері (романському соборі на місці сучасної Фрауенкірхе) під ім'ям «Ізабелла», традиційним для німецьких правителів з часів святої Єлизавети Угорської. Точна дата народження невідома. Середня з трьох дітей Стефана III, герцога Баварсько-Інгольштадтського, і Тадеї Вісконті, онуки герцога Мілана Бернабо Вісконті, поваленого і страченого своїм племінником і співправителем Джан Галеаццо Вісконті. Про дитинство майбутньої королеви відомо мало. Вона здобула домашню освіту, серед іншого, навчилася грамоті, латині і отримала всі необхідні навички для ведення господарства у майбутньому шлюбі. В 11 років втратила матір. Вважається, що батько призначав її для шлюбу з одним з дрібних німецьких князів, так що пропозиція дядька французького короля — Філіпа Сміливого, просив її руки для Карла VI — це стало повною несподіванкою. Ізабеллі в той час було чотирнадцять років.

### Підготовка до шлюбу
Король Франції Карл V Мудрий перед смертю зобов'язав регентів свого сина знайти йому в дружини німкеню. Дійсно, з суто політичної точки зору, Франція серйозно б виграла, якби німецькі князі підтримали її у боротьбі з Англією. Баварці також вигравали від цього шлюбу. Евран фон Вільденберг зазначив у своїй «Хроніці Баварських герцогів» (нім. «Chronik und der fürstliche der Stamm Durchlauchtigen Fürsten und Herren Pfalzgrafen bey Rhein und Herzoge in Baiern»)
|  | Єлизавета, дочка герцога Стефана, вийшла заміж за досить могутнього Французького короля Карла, бо в той час Франція була досить багата. Цей шлюб також був великою честю. |

Попри ці міркування, батько Ізабелли Стефан III поставився до можливого шлюбу доньки вельми насторожено. Серед іншого, його турбувало, що французькому королю також пропонували в дружини Констанцію, дочку графа Ланкастерського, дочку короля шотландського Ізабеллу, дочку Хуана I Кастильського Елеонору. Герцога насторожували також деякі надто вільні звичаї французького двору. Так, йому було відомо, що перед укладенням шлюбу прийнято було роздягати наречену перед придворними дамами, щоб ті могли досконало оглянути її і винести судження про здібності майбутньої королеви до народження дітей.
Але все ж у 1385 році принцеса була заручена з сімнадцятирічним королем Франції Карлом VI за пропозицією її дядька Фрідріха Баварського, який зустрічався з французами у Фландрії у вересні 1383 року. Шлюбу повинен був передувати «див», позаяк французький король сам бажав ухвалити рішення. Боячись відмови й пов'язаного з ним ганьби, Стефан послав свою дочку в французький Ам'єн під проводом паломництва до реліквій Івана Хрестителя. У поїздці її повинен був супроводжувати дядько. Збереглися слова Стефана, сказані братові перед від'їздом:
|  | Якщо французький король відмовиться від неї, вона залишиться на все життя покритою ганьбою. Тому перш ніж їхати, добре подумайте ще раз. Якщо ви привезете її назад, я назавжди перетворюся у вашого заклятого ворога. |

Шлях кортежу у Францію пролягав через Брабант і Геннегау, де правили представники молодшої гілки родини Віттельсбахів. Граф Геннегау Альберт I Баварський влаштував принцесі в Брюсселі пишну зустріч і запропонував свою гостинність, щоб вона могла деякий час відпочити перед продовженням подорожі. Його дружина Маргарита, щиро прив'язана до своєї кузини, за цей час встигла дати їй кілька уроків хороших манер і навіть повністю оновити гардероб, який міг би здатися занадто бідним французькому королю. Карл виїхав з Парижу назустріч 6 липня, прибув в Ам'єн напередодні і також був схвильований подіями. За розповіддю його камердинера Ла Рівьєра, всю ніч напередодні майбутньої зустрічі він не давав спати, набридаючи питаннями «Яка вона з себе?», «Коли я її побачу?» і т. д.

### Шлюб

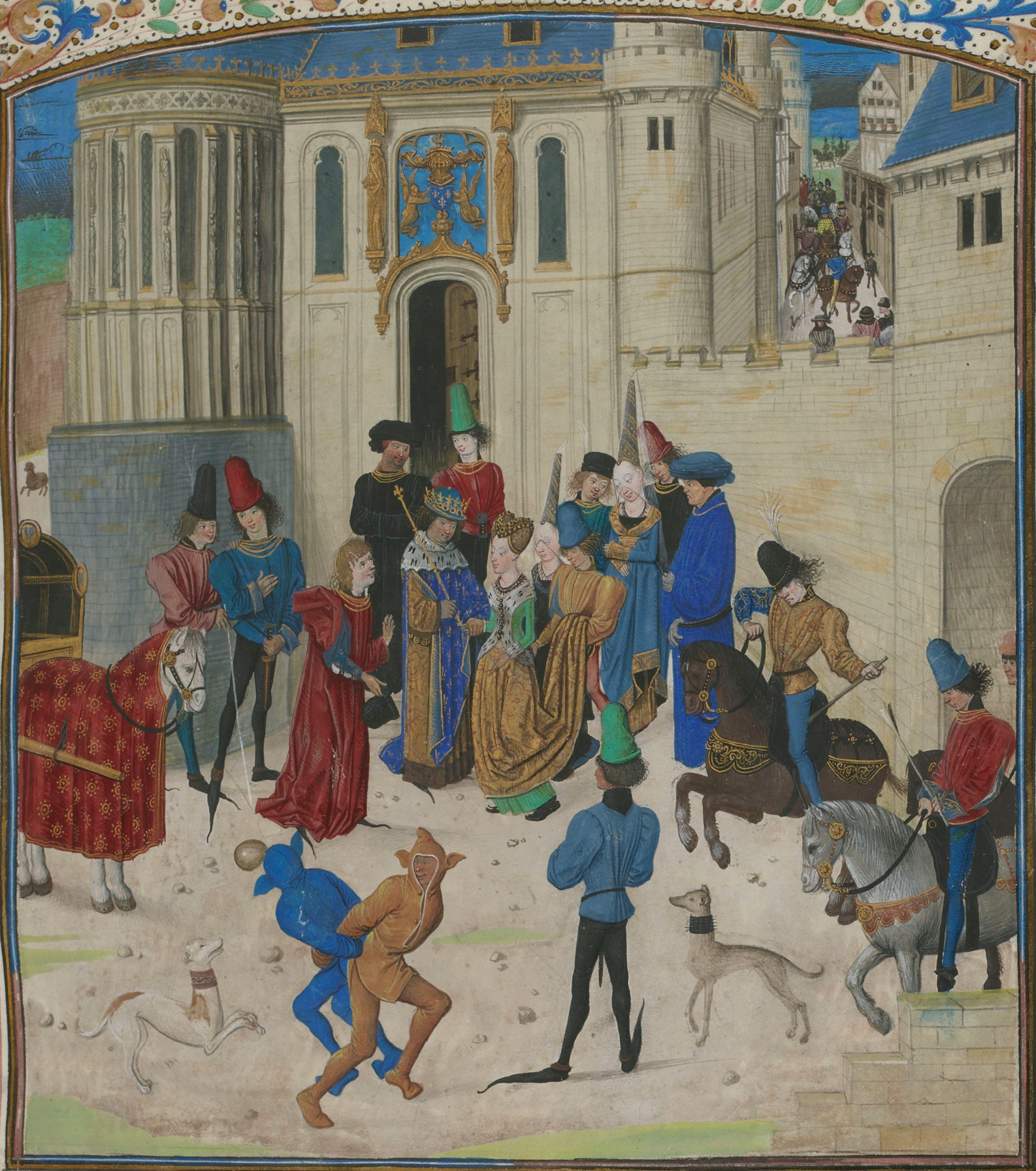
Зустріч Карла і Ізабелли «Хроніки Франсуасара»

Ізабелла прибула в Ам'єн 14 липня, не знаючи справжньої мети своєї поїздки. Французи поставили умову «огляду» передбачуваної нареченої. Її відразу привели до короля (переодягнувши ще раз, цього разу в сукню, надану французами, оскільки її гардероб здався занадто скромним). Фруассар описав цю зустріч і розпал любові з першого погляду Карла до Ізабелли:
|  | Коли вона, ніяковіючи, підійшла до нього і відважила низький уклін, король дбайливо взяв її під руку і ніжно подивився їй в очі. Він відчув, що вона йому дуже приємна, і що його серце наповнилося любов'ю до цієї молодої і красивої дівчини. Він мріяв лише про одне: щоб вона стала швидше його дружиною. |

17 липня 1385 року відбулося вінчання в Ам'єні. Благословив молодих єпископ Ам'єнський Жан де Ролланд. Через кілька тижнів після весілля в пам'ять про подію викарбували медаль, що зображує двох амурів зі смолоскипами в руках, які мають символізувати вогонь любові подружжя одне до одного.

### Ранній («щасливий») період (1385—1392)

#### Роки святкувань
На наступний день після весілля Карл був змушений виїхати до своїх військ, які вели бойові дії проти англійців, що захопили порт Дамм. Тоді ж Ізабелла також залишила Ам'єн, попередньо пожертвувавши собору велику срібну таріль, прикрашену дорогоцінним камінням, за переказами, доставлену з Константинополя, до Різдва вона залишалася в замку Крей під опікою Бланки Французької, вдови Філіпа Орлеанського. Цей час вона присвятила вивченню мови та історії Франції. Різдвяні свята молоде подружжя провели у Парижі, причому Ізабелла, в'їхавши в королівську резиденцію — готель Сен-Поль, зайняла квартиру, що належала раніше Іоанні Бурбонській — матері короля. Тої ж зими було оголошено про вагітність королеви. На початку наступного року королева разом з чоловіком була присутня на весіллі своєї зовиці Катерини, яка у віці 8 років стала дружиною Жана де Монпельє.
Пізніше подружжя влаштувалися в замку Боте-сюр-Марн, який Карл VI вибрав за постійну резиденцію. Карл, який готував вторгнення в Англію, відбув на узбережжі Ла-Маншу, у той час як вагітна королева змушена була повернутися в замок, де 26 вересня 1386 році народила свого первістка, названого Карлом на честь батька. З нагоди хрещення дофіна були влаштовані пишні святкування, його сприйменником від купелі став граф Карл Даммартен, але дитина померла в грудні того ж року. Щоб розважити дружину, Карл влаштував неймовірно пишні свята на честь настання наступного 1387 року. 1 січня у готелі Сен-Поль в Парижі відбувся бал, на якому були присутні брат короля Людовик I (герцог Орлеану) і його дядько, Філіп Бургундський, який подарував королеві «золотий столик, усипаний коштовними каменями».

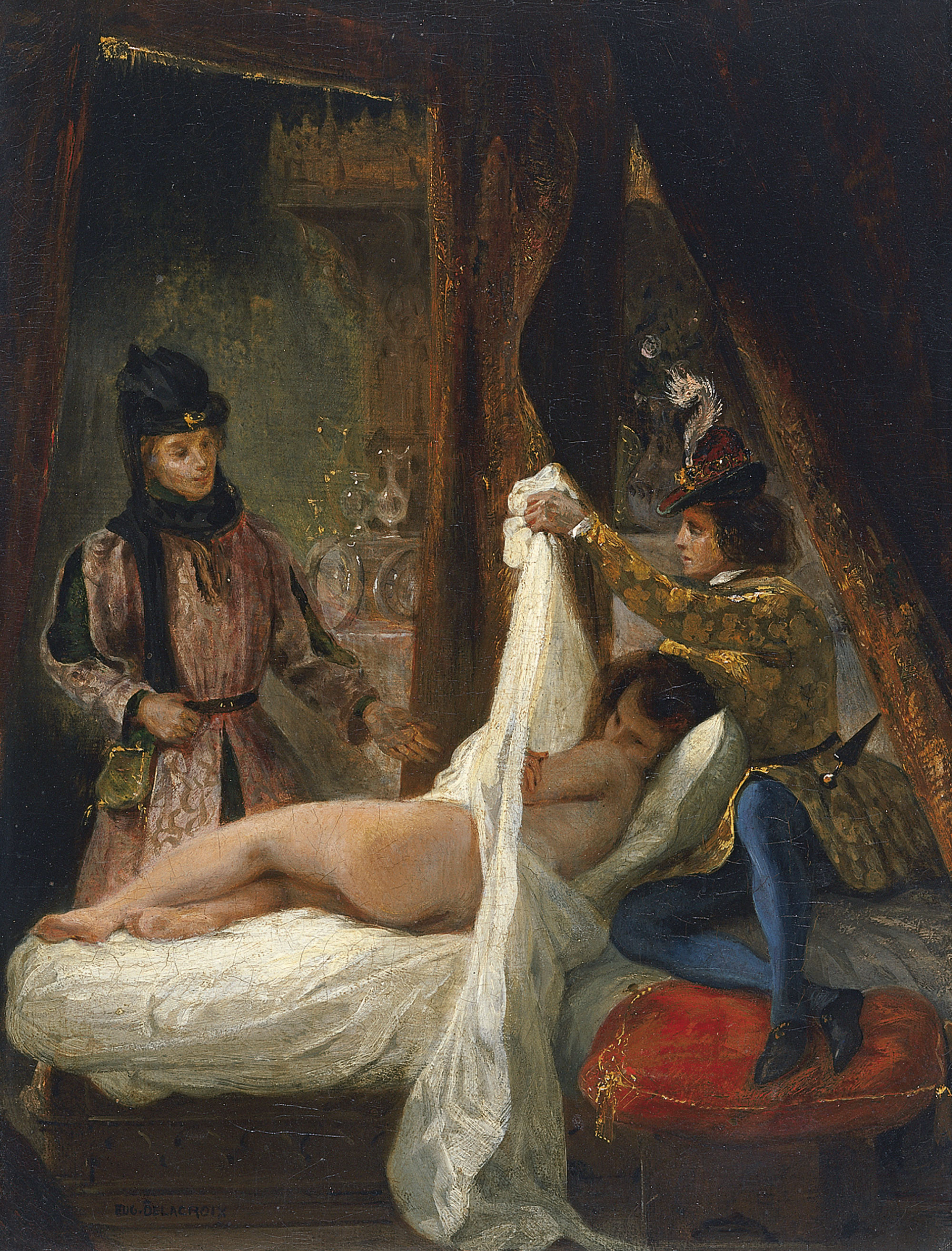
Делакруа. «Людовик Орлеанський демонструє принади однієї зі своїх коханок.»

7 січня того ж року Людовик Орлеанський заручився з Валентиною, дочкою Джан Галеаццо Вісконті. Після закінчення свят оголосили початок королівського полювання на кабанів, причому Ізабелла разом зі своїм двором супроводжувала чоловіка в Санліс, в липні — у Валь-де-Рей, і нарешті, в серпні — Шартр, там її зустрічали великими урочистостями, в честь молодої королеви влаштували органний концерт. В цей час, за словами Вероніки Клен, життя Ізабелли являло собою «нескінченну низку святкувань». Восени королева повернулася в Париж, де 28 листопада з пишністю відсвяткувала весілля однієї зі своїх німецьких фрейлін Катерини Фастоврін з Іоанном Морель Кампрені. Придане нареченої складало 4 тис. ліврів і було повністю виплачено королевою, причому 1 тис. з цієї суми пішла на виплату боргів нареченого, на інші гроші були придбані землі, що стали власне приданим Катерини.
На початку наступного 1388 року, як зазначив у своїй хроніці Жювеналь дез Юрсен, було офіційно оголошено, що королева Ізабелла вдруге «понесла в лоні». Щоб забезпечити майбуття дитини спеціальним указом було введено новий податок — «пояс королеви», що приніс близько 4 тис. ліврів від продажу 31 тис. бочок вина. Вагітній королеві довелося залишитися в Парижі в замку Сент-Уан, що належав раніше Ордену Зірки, в той час як король продовжував розважатися полюваннями в околицях Жизору, втім, подружжя постійно листувалося. 14 червня 1388 року о десятій годині ранку народилася дівчинка, названа Іоанною, однак вона прожила всього два роки.

1 травня наступного 1389 року королева разом з чоловіком була присутня на пишній церемонії посвячення у лицарі королівських кузенів — Людовика і Карла Анжуйських. Свята на честь цієї події тривали протягом шести днів, під час яких турніри змінювалися релігійними церемоніями. Мішель Пентуан, бенедиктинський чернець, записав у своїй хроніці: 
|  | Як те достеменно стало відомо, названі розваги вилилися у ганьбу перелюбу, яке пізніше спричинило за собою багато негараздів. |

 Імена коханців Пентуан не назвав, однак сучасні дослідники схиляються до того, що на увазі малися королева і Людовик Орлеанський. Дійсно, брат короля в той час користувався репутацією серцеїда і чепуруна, за висловом Тома Базена, він «іржав як кінь навколо прекрасних дам». Існує і інша точка зору — ніби мова йшла не про Ізабеллу, а про Маргариту Баварську, дружину герцога Бургундії Іоанна І. Відзначають також, що королева під час святкувань була на четвертому місяці вагітності, причому переносила своє становище досить важко — що вже дозволяє поставити під сумнів припущення про адюльтер.

#### В'їзд Ізабелли в Париж

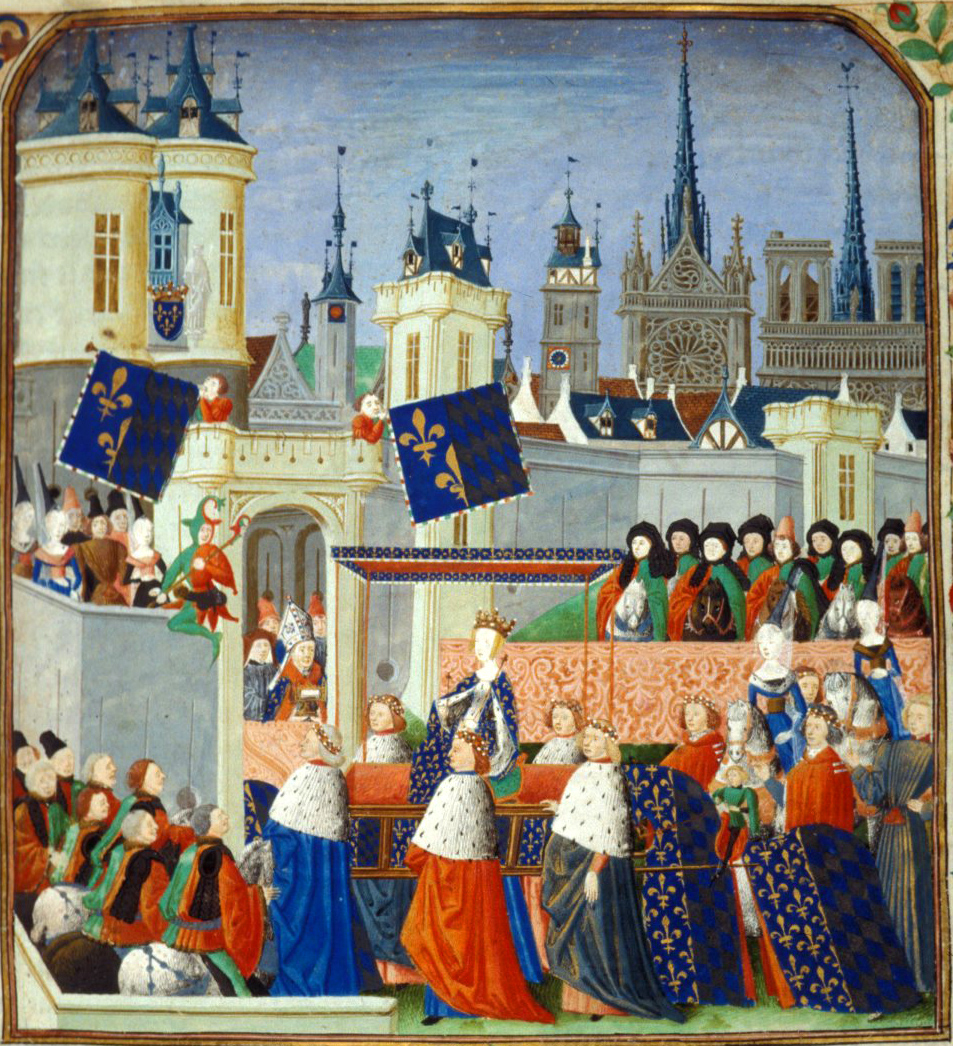
Урочистий в'їзд королеви в Париж 22 серпня 1389 року

22 серпня 1389 року вирішено було влаштувати урочистий в'їзд королеви в столицю Франції. Ізабелла і до того була чудово знайома з Парижем, де протягом чотирьох років незмінно проводила зиму, проте король, який любив пишні свята і церемонії, наполіг на організації надзвичайно урочистої, театралізованої ходи. Королеву, яка тоді була на шостому місяці вагітності, везли в паланкіні, верхи на коні її супроводжувала Валентина, дружина Людовика Орлеанського. Жювеналь дез Юрсен, залишив докладний опис цього дня, він писав, що Париж був багато прикрашений, на площах били винні фонтани, з яких дівчата-виночерпії наповнювали кубки, підносячи їх будь-кому. У будівлі готелю Трітіте менестрелі розіграли битву хрестоносців з арабами в Палестині, причому на чолі християнського війська перебував Річард Левове Серце, який саме запропонував королю Франції об'єднатися у боротьбі з «невірними». Юна дівчина, що зображувала Марію з немовлям на руках, вітала і благословила королеву, тоді ж хлопчики, які представляли ангелів, спустилися з допомогою театральної машини з високої арки і поклали на голову Ізабелли золоту корону. Пізніше королева прослухала месу у соборі Нотр-Дам де Парі і пожертвувала Святій Діві корону, принесену їй «ангелами», тоді як Бюро де ла Рів'єр і Іоанн Лемерсьє негайно поклали їй на голову ще більш дорогу корону.
Тоді ж у процесію внесли сум'яття кілька городян, які намагалися прорватися в перші ряди глядачів, втім, правоохоронці досить швидко відновили спокій, нагородивши порушників палковими ударами. Пізніше життєрадісний молодий король зізнався, що цими порушниками були переодягнені простолюдинами він сам та кілька наближених, причому спини у них були в синцях ще довгий час. Наступного дня Ізабеллу в присутності короля і придворних урочисто коронували в Сент-Шапель. Її весілля і в'їзд в Париж є найбільш документованими епізодами життя; у більшості хронік так само докладно вказуються дати народження її 12-ти дітей. Історики сходяться на думці, що якби не трагедія з божевілям чоловіка, Ізабелла провела б залишок життя в тихій анонімності, як і більшість середньовічних королев.
У листопаді того ж року народилася третя дитина — принцеса Ізабелла, майбутня королева Англії і герцогиня Орлеану. Надалі королева супроводжувала чоловіка в його інспекційній подорожі на південь Франції і здійснила паломництво в цистерціанське абатство Мобюіссон та Мелен, де 24 січня 1391 року народила свою четверту дитину — принцесу Іоанну.

### 1392—1402рр. Період боротьби партій при божевільному королі

#### Божевілля Карла VI

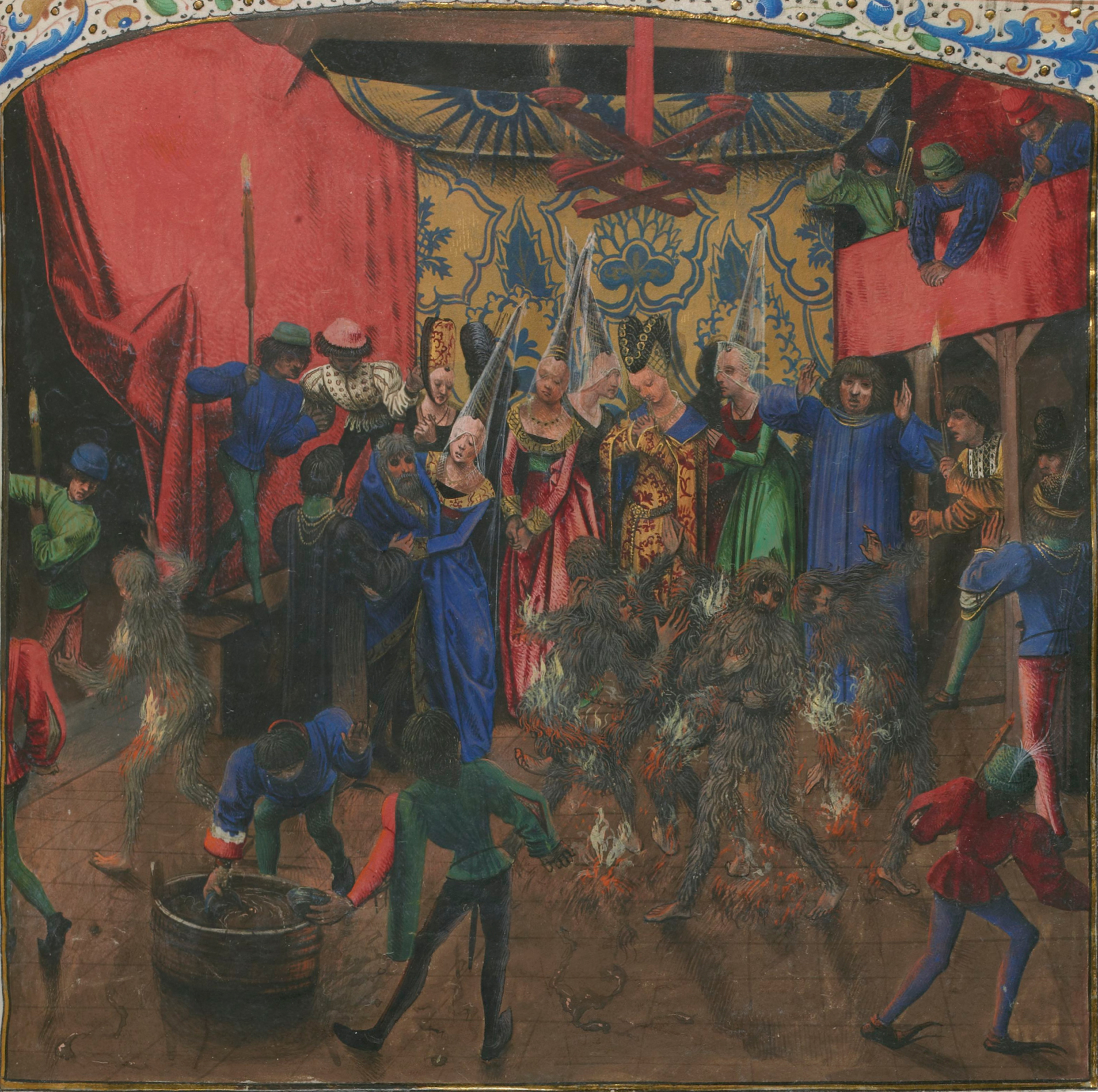
«Бал охоплених полум'ям», середньовічна мініатюра

Перший напад божевілля охопив Карла VI 5 серпня 1392 року під Мансом, у лісі, через який він рухався разом зі своєю армією, переслідуючи П'єра Краона, який замахувався на життя коннетабля Франції. Стан короля весь час погіршувався. До цього моменту королеві було 22 роки, і вона була матір'ю вже трьох живих дітей. Деякий час після того здавалося, що король повністю одужав, відзначали тільки, що в нього розвинулися лінь до державних справ і підвищена дратівливість. У січні 1393 року королева влаштувала свято, щоб відзначити третій шлюб своєї придворної дами — німкені Катерини де Фастоврін. На святі стався нещасний випадок з вогнем, від якого серйозно постраждав король. Пережита трагедія кардинально погіршила його психічний стан. Кілька днів він був наче в забутті, не признавав оточуючих, сім'ї і свого звання. Після того напади божевілля стали регулярними, межувались проясненнями, однак ті з часом ставали все коротшими, а напади, відповідно, важчими та тривалішими. В потьмаренні розуму король не впізнавав дружину; у хроніці бенедиктинського монаха Мішеля Пентуана збереглися неприємні подробиці, зокрема, про те, як король вимагав «прибрати від нього цю жінку, яка безсоромно на нього витріщається» або привселюдно кричав: «Дізнайтеся, що їй потрібно і нехай іде, нема чого ходити за мною по п'ятам!». Він стверджував, що не має дітей і ніколи не був одруженим, відмовлявся від власного прізвища та гербу.
Королева стала жити окремо від чоловіка, у палаці Барбетт (фр. Porte Barbette), де «вона не боялася бути побитою до напівсмерті Карлом VI». За чутками, брат короля Людовик Орлеанський радив їй бігти в Баварію, взявши з собою дітей. Але все ж, як вважають, в моменти просвітлення Ізабелла була близька з чоловіком. Так, існує запис хроніки за 1407 рік: «цього разу король провів ніч разом з королевою». Її наступна дитина — Карл (другий дофін) з'явився на світ в 1392 році, за ним — дочка Марія, яку за звичаєм того часу королева ще до народження «присвятила Богові», тобто дала обітницю, що дівчинка у віці 4-5 років піде в монастир заради одужання свого батька. Всього вона народила 12 дітей, хоча батьківство деяких з них (починаючи з четвертого) часто ставляться під сумнів. Здоров'я короля погіршувався, і все менше лишалося надій на його одужання. Після того як медики остаточно визнали своє безсилля, королева звернулася до послуг знахарів і шарлатанів, за її наказом у Парижі влаштували численні релігійні процесії, і нарешті, з міста вигнали євреїв.

#### Початок суперництва між Орлеанською і Бургундською партіями

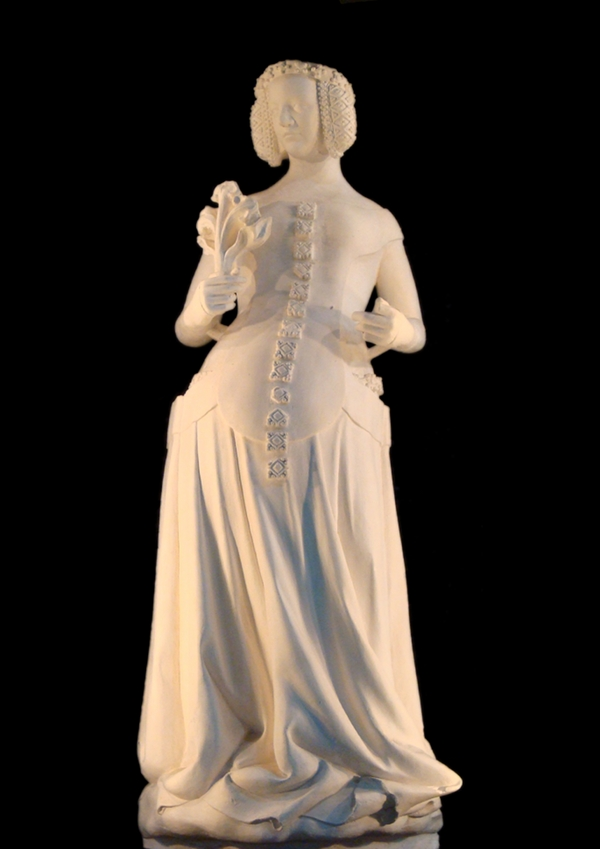
«Ізабелла Баварська,
скульптура у Палаці правосуддя в Пуатьє, 1390-й».

Тим часом дві придворні партії, очолювані герцогом Орлеанським, братом короля, і Філіпом Сміливим, герцогом бургундським, вели запеклу боротьбу за вплив на хворого монарха, аж до того, що король, під час нападу божевілля піддавшись одному із суперників, під час наступного просвітлення скасовував власні накази і видавав нові на користь другого. Спочатку брат і дядько короля виступали спільно, наказавши розпустити і частково взяти під арешт колишній уряд, складений з королівських улюбленців — так званих «мармузетів». Але згодом між ними виникли розбіжності, більш нетерплячий і прямолінійний Людовик спробував вимагати для себе французьку корону під приводом того, що «король не здатний правити». Пропозиція закінчилась скандалом, оскільки, відповідно з середньовічним правом, акт помазання є таїнством, що виходить від Бога, яке люди не в праві скасувати. Однак, за тими ж законами, недієздатного короля заміщав регент, зазвичай спадкоємець престолу. Але Карл був ще дуже малий і виконувати цю роль міг лише номінально. У таких умовах неминуче почалася боротьба за вплив на королеву і дофіна. Ізабелла спочатку підтримала бургундців, однак дедалі більше намагалася спиратися на брата, Людовика Баварського, що зрештою призвело до того, що об'єктивно її політика грала на користь сімейству Віттельсбахів.

### Особисте життя
З часом, як стверджують, Ізабелла стала вести розпусний спосіб життя. До чоловіка вона приставила Одетту Шамдівер, яка стала його доглядальницею-коханкою. У замку в Венсенському лісі, де оселилася королева зі своїм двором, з недвозначного зауваженням Жювеналя дез Юрсена, «постійно гостювали Ла Трімуй, Жіак, Борродон [тобто Буа-Бурдон] та інші». Фрейлін королеви звинувачували в марнотратному і розкішному образі життя, їх надмірності в одязі доходили до такої міри, що дама в геніні не в змозі була пройти у двері і присідала при вході. В той же час, за надмірний вплив на Карла королева вигнала Валентину Вісконті, дружину герцога Орлеану. Втім, сучасні дослідники вважають, що репутація розпусниці і честолюбиці склалася виключно під впливом пліток, а Валентина пішла сама, «щоб не плодити більше чуток».

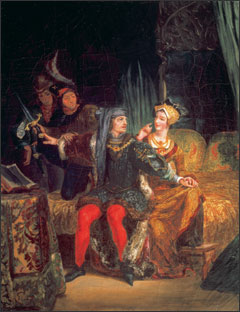
Делакруа. «Карл VI і Одетта Шамдівер» — один з нападів божевілля короля

Опинившись в чужій країні з божевільним королем, Ізабелла була приречена на те, щоб стати на бік одного з угруповань феодалів, що боролися за владу в королівстві. Ізабелла взяла на себе провідну роль в управлінні громадськими справами при катастрофічній ситуації в пізні роки царювання її чоловіка.
12 січня 1395 року на світ з'явилася сьома дитина — донька Мішель. У 1396 році розпочалися переговори про шлюб старшої дочки короля, семирічної Ізабелли з королем Англії Річардом II, що призвело до чергового загострення відносин між дядьком і племінником, адже Людовик Орлеанський був налаштований різко проти цього шлюбу. Але королева знову прийняла сторону Філіпа Сміливого і шлюб став реальністю, разом з тим між Францією і Англією було укладено перемир'я на 28 років. Втім, щастя принцесі це одруження не принесло, бо незабаром непопулярний король Річард позбувся трону, а його малолітня дружина після довгих переговорів в 1401 році повернулася до матері.
У 1397 році народилася восьма дитина — Людовик. 8 вересня того ж року, виконуючи дану ще до її народження обітницю, Марія, шоста дочка короля, прийняла постриг в абатстві Пуассі. Кількома роками пізніше, з огляду на те, що стан короля не поліпшується, королева запропонувала їй відмовитися від чернецтва, тим більше, знайшовся претендент на шлюб із нею, але Марія відмовилася і, з часом ставши настоятельницею абатства, прожила там до 47 років (померла під час епідемії чуми).
У наступному 1398 році на світ з'явився четвертий дофін — Іоанн. У 1399 році дофін Карл небезпечно захворів. Як наголошують в хроніках,
|  | всупереч молитвам, які читалися як у Парижі, так і інших місцях, це миле дитя після двох місяців тяжкої хвороби впало в крайнє виснаження, тіло його являло собою лише кістки, обтягнуті шкірою. |

 У Парижі ходили наполегливі чутки, ніби дофін помирає від повільно діючої отрути, королеву звинувачували в тому, що вона не може або не бажає допомогти синові, кілька разів паризький натовп змушував її виводити дитину на балкон, аби засвідчити, що Карл іще живий. Сучасні дослідники вважають, що дофін помер від туберкульозу. Це сталося 13 січня 1401 року, він був похований в королівській усипальниці Сен-Дені. Спадкоємцем став його молодший брат.
У тому ж році Париж відвідав Стефан III, батько королеви, яка намагалася влаштувати шлюб між ним і Ізабеллою Лотарінгською, але цей план не здійснився, серед іншого через протидію Людовика Орлеанського, який в цей час мав найбільший вплив на хворого короля. Тоді ж Франція підтримала антипапу Климента VII, який посів у Авіньйоні, напротивагу Боніфацію IX, римському ієрарху. Роздратований цим рішенням Філіп Сміливий з'явився в Парижі на чолі армії, але королеві вдалося примирити дядька та племінника, відтягнувши таким чином початок громадянської війни. У жовтні того ж року королева народила ще одну дочку — майбутню дружину Генріха V Англійського і Оуена Тюдора, чий онук, Генріх Тюдор, в результаті державного перевороту захопить трон і стане засновником нової династії.

### Початок політичної кар'єри королеви Ізабелли

Герб королеви Ізабелли Баварської. Овальна форма характерна для герба одруженої жінки. Ліва частина відповідає гербу чоловіка (французькі лілії на блакитному фоні), права — геральдичне зображення Баварії

З 1402 року, спираючись на підтримку свого шурина, герцога Орлеану Людовика І (який став її постійним супутником і, як стверджують, коханцем, хоча сучасні джерела таку версію не підтримують), і брата Людовика, Ізабелла стала брати участь у політичних інтригах. Початок політичної кар'єри королеви Ізабелли здавався обнадійливим, 6 січня того ж року їй вдалося схилити до миру конкуруючих принців. Кілька днів потому обидва принесли клятву на Євангелії про те, що підкоряться рішенню ради під головуванням королеви Ізабелли, в яку входили, серед інших, король Єрусалиму і Сицилії, герцоги Беррі і Бурбон, коннетабль Людовик Сансерр, канцлер Арно Гамбє, патріарх Олександрійський і адмірал Франції Рено Трі. Обидва суперника поклялися «відтепер бути добрими, вірними і відданими друзями і давати королю добрі поради стосовно його особистих справ і справ королівства». 15 січня на знак примирення суперників королева Ізабелла влаштувала урочистий обід в готелі Нель.
Примирення виявилося недовгим, і вже в квітні того ж року Людовик, користуючись черговим нападом божевілля Карла VI, добув для себе документ, що давав йому в управління Лангедок і право ввести новий податок. У червні, дочекавшись просвітлення короля, Філіп Сміливий домігся скасування попереднього рішення і передачі йому влади над Лангедоком. У популістських цілях він також домігся скасування вже введеного податку. Нарешті, 1 липня Ізабелла виклопотала у короля припис, за яким їй передавалася одноосібна влада над державою. У вересні в Париж знову приїхав Людовик Баварський, спрямований імператором Священної Римської імперії з метою посватати за імператора Михаїлу (дочку Ізабелли). Цьому шлюбу не судилось збутися, але королеві вдалося влаштувати одруження брата на Анні Бурбон. Вірна своїм баварським симпатіям, Ізабелла призначила брату ренту в 12 тисяч франків і побажала зробити його коннетаблем Франції, чому завадив брат короля, який у лютому наступного року зумів призначити на цей пост свого ставленика Альбре.

### Інтриги і війна (1403—1420рр.)

#### Народження спадкоємця і перехід на бік орлеанської партії
22 лютого 1403 року на світ з'явився Карл (граф Понтьє), одинадцята дитина в королівській сім'ї, якому судилося стати королем Карлом VII. У квітні 1403 року Людовик Орлеанський домігся поділу влади. Ізабелла ставала не одноосібною правителькою на час «відсутності короля», так офіційно іменувалися його напади, а головою державної ради. У 1404 році вона остаточно перейшла на бік Орлеанської партії, після того як 27 квітня 1404 року Філіп Сміливий помер у Брабанті від чуми. Відтепер на чолі бургундців став його син Іоанн I (герцог Бургундії), який, успадкувавши властолюбство батька, аж ніяк не володів його гнучкістю і дипломатичністю у досягненні своїх цілей. Ситуація погіршувалася також тим, що за середньовічним уявленням двоюрідний брат короля не міг мати в тій же мірі владу і вплив як його дядько, з чим Іоанн ніяк не міг погодитися. Однак на першому етапі він ще не міг змагатися на рівних з братом короля.

## Родина

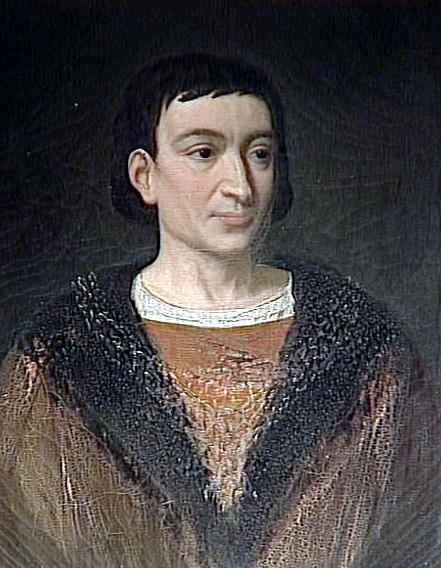
Чоловік — Карл

Чоловік — Карл (1368—1422), король Франції з династії Валуа (в 1380—1422).
Діти:
- Карл (25 вересня—28 грудня 1386) — спадкоємець французького трону від народження до смерті. Названий на честь батька, хрещений 17 жовтня 1386 архієпископом Руану Гійомом де Лестранж. Помер немовлям, у віці 3-х місяців.
- Іоанна (1388—1390) — померла в дитинстві.
- Ізабелла (1389[42] — 1409) — королева-консорт Англії (з 1396 по 1399), дружина Річарда ІІ. Герцогиня-консорт Орлеану (з 1407 по 1409), дружина герцога Карла І. Померла при пологах своєї єдиної дочки Іоанни, у віці 19 років.
- Іоанна (1391—1433) — герцогиня-консорт Бретані (з 9 листопада 1399 по 27 вересня 1433), дружина герцога Іоанна VI.
- Карл (1392—1401) — спадкоємець французького престолу від народження до смерті. Помер у віці 8-ми років.
- Марія (1493—1438) — пріореса аббатства в Пуассі. На момент народження Марії у її батька почалися напади божевілля. Матір Марії вирішила присвятити дочку церкві в надії на одужання чоловіка[43]. Марія вирушила в монастир Пуассі 8 серпня 1397 і стала монахинею 26 травня 1408.
- Мішель (1395—1422) — герцогиня-консорт Бургундії (з 10 вересня 1419 по 8 липня 1422), дружина герцога Філіппа III.
- Людовик (1397—1415) — спадкоємець французьго трону (з 13 січня 1401 по 18 грудня 1415)
- Іоанн (1398—1417) — спадкоємець французького трону (з 18 грудня 1415 по 4 квітня 1417).
- Катерина (1401—1437) — королева-консорт Англії (з 2 червня 1420 по 31 серпня 1422), дружина короля Генріха V, матір останнього короля з династії Ланкастерів Генріха VI. В другому шлюбі з уельським землевласником та солдатом Оуеном Тюдором, їх онук Генріх VII став першим королем Англії, з династії Тюдорів.
- Карл (1403—1461) — король Франції (з 21 жовтня 1422 по 22 липня 1461). Очолив опір англійцям під час Столітньої війни; при вирішальній участі Жанни д'Арк відбувся перелом в ході війни, Карл зміг коронуватися в звільненому Реймсі, а потім і майже зовсім очистити континентальні володіння Франції від англійців.
- Філіпп (1407) — помер зразу після народження.

## У художній літературі
1. Дама з покритою головою. Femme couverte (роман, 2018) Анастасії Байдаченко